# Huc
Huc is een historisch merk van motorfietsen.
De bedrijfsnaam was: Maschinenfabrik M. Hecker & Co., Berlin-Friedrichshagen.
Dit was een van de honderden kleine Duitse merken die in de eerste helft van de jaren twintig motorfietsen gingen produceren om invulling te geven aan de grote vraag naar goedkope vervoermiddelen. Net zoals anderen kocht Huc inbouwmotoren bij een ander merk, in dit geval 145- en 173cc-DKW-tweetaktmotoren. De productie begon in 1924, maar toen in 1925 meer dan 150 Duitse merken van de markt verdwenen was Huc daar ook bij.
Er was geen verband met de firma Hecker in Neurenberg.